# زمین‌لرزه ۱۹۲۴ قرقیزستان
زمین‌لرزه قرقیزستان  در تاریخ ۱۲ ژوئیه ۱۹۲۴ میلادی، برابر با ‎۲۱ تیر ۱۳۰۳، ساعت ۱۵:۱۲:۳۹ به زمان یوتی‌سی در قرقیزستان رخ داد. ژرفای این زلزله ۲۵ کیلومتر بود. بزرگی آن ۶٫۸ در مقیاس ریشتر اعلام شده‌است. زمین‌لرزه به وقت محلی در روز شنبه، ساعت ۲۱ روی داده و منطقه زمانی آن یوتی‌سی +۶ بوده‌است .
شمار کشتگان زلزله حدود ۴۱ نفر بوده‌است.